# أدريان بيترسون
أدريان بيترسون (بالإنجليزية: Adrian Peterson)‏ هو لاعب كرة قدم أمريكية أمريكي، ولد في 21 مارس 1985 في فلسطين في الولايات المتحدة.

## وصلات خارجية
- الموقع الرسمي
- أدريان بيترسون على موقع إي إس بي إن.كوم (أن.أف.أل)3
- أدريان بيترسون على موقع مرجع كرة القدم المحترفة.كوم (الإنجليزية)
- أدريان بيترسون على موقع كلية كرة القدم في سبورتس رفرنس.كوم (الإنجليزية)
- أدريان بيترسون على موقع IMDb (الإنجليزية)
- أدريان بيترسون على موقع الموسوعة البريطانية (الإنجليزية)
- أدريان بيترسون على موقع إن إن دي بي (الإنجليزية)
- أدريان بيترسون على موقع قاعدة بيانات الفيلم (الإنجليزية)